# Devario malabaricus
Devario malabaricus és una espècie de peix cipriniforme de la família dels ciprínids.

## Morfologia
Els mascles poden assolir els 12 cm de longitud total.

## Distribució geogràfica
Es troba a Sri Lanka i a la costa oest de l'Índia. És molt popular arreu del món com a peix d'aquari.